# سعیده (نام)
سعیده (به عربی: سعيدة) نامی عربی برای زنان است که نسخه مردانه آن سعید (به عربی: سعيد) می‌باشد. سعیده به معنای خجسته، مبارک، خوشبخت، سعادتمند به‌کار می‌رود.